# 家庭的和睦
《家庭的和睦》（La Paix du ménage）是巴尔扎克的一部小说.1830年收于玛门、德洛奈-瓦莱版《私人生活场景》集中，1842年收入菲纳版《人间喜剧》，同样属《私人生活场景》。
这篇小说题献给作者的外甥女瓦朗蒂娜·絮尔维尔，结构好似一出戏剧：时间限制在一小时内，地点限制在一场舞会上。与标题所暗示的不同，这并不是一部布尔乔亚小说，而是帝国社会生活的一幅机智的素描。